# توماس هيتزلسبيرغر

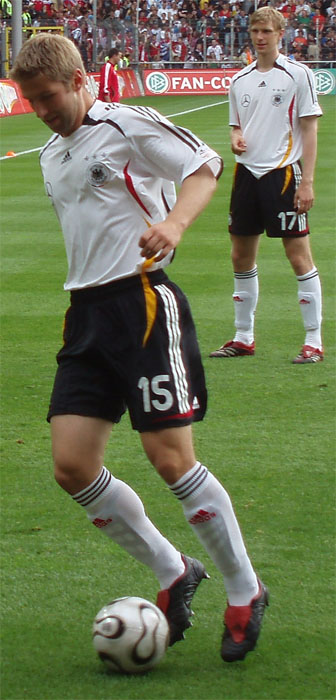
توماس هيتسلبيرغر

توماس هيتسلبيرغر (بالألمانية: Thomas Hitzlsperger) من مواليد 5 أبريل 1982 في ميونخ في ألمانيا، لاعب كرة قدم ألماني. لعب لعدة أندية منها نادي فولفسبورغ الألماني عام 2011.
بدأ باللعب مع منتخب ألمانيا لكرة القدم في عام 2004.

## مسيرته الكروية
لعب توماس هيتزلسبيرغر خلال مسيرته الاحترافية مع 8 أندية في ستة عشر موسمًا وسجل خلالها 31 هدفًا ضمن 259 مباراة. ولم يفز بأي موسم بالكأس وفاز في موسم واحد بالدوري.
خاض توماس هيتزلسبيرغر مسيرته مع نادي بايرن ميونخ ب في موسم 1999–00 لمدة موسم واحد، لم يشارك في أي مباراة ولم يسجل أي هدف. ثم انتقل إلى نادي أستون فيلا في موسم 2000–01 ليلعب معه خمسة مواسم، حيث شارك في 99 مباراة سجل خلالها 8 أهداف. لينتقل بعدها إلى نادي شتوتغارت في موسم 2005–06 ليلعب معه خمسة مواسم، مشاركًا في 125 مباراة سجل خلالها 20 هدف. ثم انتقل إلى نادي لاتسيو في موسم 2009–10 لمدة موسم واحد، مشاركًا في 6 مباريات سجل خلالها هدفًا واحدًا. هذا وانتقل لاحقًا إلى نادي وست هام يونايتد في موسم 2010–11 لمدة موسم واحد، مشاركًا في 11 مباراة سجل خلالها هدفين. ثم انتقل بعدها إلى نادي فولفسبورغ في موسم 2011–12 لمدة موسم واحد، مشاركًا في 6 مباريات ولم يسجل أي هدف. ليعود وينتقل من جديد، لكن هذه المرة إلى نادي إيفرتون في موسم 2012–13 لمدة موسم واحد، مشاركًا في 7 مباريات ولم يسجل أي هدف أيضًا.

## روابط خارجية
- توماس هيتزلسبيرغر على موقع IMDb (الإنجليزية)
- توماس هيتزلسبيرغر على موقع قاعدة بيانات الفيلم (الإنجليزية)

- توماس هيتزلسبيرغر على موقع الاتحاد الدولي (مؤرشف)  (الإنجليزية)
- توماس هيتزلسبيرغر على موقع الاتحاد الأوربي (الإنجليزية)
- توماس هيتزلسبيرغر على موقع قاعدة بيانات كرة القدم.إي يو (الإنجليزية)
- توماس هيتزلسبيرغر على موقع بيانات كرة القدم. دي إي (الألمانية)
- توماس هيتزلسبيرغر على موقع ناشيونال فوتبول تيمز (الإنجليزية)
- توماس هيتزلسبيرغر على موقع Soccerbase.com (لاعب) (الإنجليزية)
- توماس هيتزلسبيرغر على موقع عالم كرة القدم.نت (الإنجليزية)
- توماس هيتزلسبيرغر على موقع كووورة
- توماس هيتزلسبيرغر على موقع AS.com (الإسبانية)